# Bytharia atrimargo
Bytharia atrimargo är en fjärilsart som beskrevs av W. Warren 1896. Bytharia atrimargo ingår i släktet Bytharia och familjen mätare. Inga underarter finns listade i Catalogue of Life.